# Abraham de Kaskar
Abraham (Mar Oraham) de Kaskar fue un legendario primado de la Iglesia del Oriente, de la familia de Jacob, el hermano de Jesús, y de quien convencionalmente se cree que sirvió entre los años 159 y 171. Existen dudas históricas sobre su existencia por parte de estudiosos posteriores de la época.

## La vida de Abraham
Bar Hebreo escribió el siguiente relato sobre la vida de Abraham:
Tras Abrisio, Abraham. También era de la familia de Santiago, el hermano del Señor. Fue consagrado en Antioquía y enviado a Oriente, donde los cristianos estaban siendo perseguidos en ese momento por los persas. El hijo del rey persa sufría de epilepsia, y se le dijo al rey que Mar Abraham, el líder de la religión cristiana, podía sanarlo. El rey convocó a Abraham a su presencia, notó que se veía triste y abatido, y le preguntó la razón. Entonces Abraham narró los males que él y su pueblo estaban sufriendo por parte de los persas. El rey prometió acabar con la persecución de los cristianos si Abraham sanaba a su hijo, y ese hombre santo oró e impuso sus manos sobre el hijo del rey. Fue sanado y se dio paz a los fieles. Tras cumplir su cargo durante doce años, murió en paz.

### Dudas históricas sobre su existencia
Si bien Abraham está incluido en las listas tradicionales de primados de la Iglesia de Oriente, su existencia ha sido puesta en duda por autores como J. M. Fiey, uno de los estudiosos más eminentes de la Iglesia de Oriente del siglo XX. En opinión de Fiey, Abraham fue uno de varios obispos ficticios de Seleucia-Ctesifonte cuyas vidas fueron inventadas en el siglo VI para llenar el vacío entre Papa, el obispo de finales del siglo III y el primer obispo históricamente atestiguado de Seleucia-Ctesifonte, y el apóstol Mari, el legendario fundador del cristianismo en Persia.